# Zektor
Zektor es un juego arcade de disparos multidireccional creado por Sega en 1982, que desafía al jugador a pilotar una nave espacial en una misión para recuperar ocho ciudades que han sido capturadas por robots alienígenas. Cada ciudad es diferente con un nombre diferente al igual que los robots. Los robots también tienen síntesis de voz para que puedan desafiar verbalmente a un jugador para que vuelva a tomar las ciudades que controla. La primera ola tiene lugar en la cuadrícula de defensa.

## Jugabilidad
Las ciudades
Hay ocho ciudades para reclamar en Zektor. Los robots nombran personalmente a su ciudad conquistada en el desafío de apertura del nivel para el jugador.
Grilla de defensa
La grilla de Defensa es una zona fuera de la ciudad donde el jugador debe enfrentarse a Roboprobes peligrosos que son altamente maniobrables y disparar "Zizzers" (descargas de energía) al jugador, así como mover Moboids que destruyen la nave del jugador al contacto o desvían al jugador enviar de una manera preprogramada. La cuadrícula de defensa tiene una duración de tres ondas de ataque que deben superarse para avanzar al próximo desafío: la destrucción del jefe supremo del robot que controla la ciudad.
Destruyendo al robot
Con las tres ondas de ataque de la Defense Grid superadas, el jugador ahora puede destruir al robot supremo y liberar la ciudad. El robot en cuestión comienza en el centro de la pantalla detrás de tres barreras giratorias. Cada barrera tiene una ranura en uno de sus lados y cuando las tres se alinean, forman un canal en el cual el jugador puede disparar y así golpear y destruir el interior del Robot. Para hacer las cosas más desafiantes, el Robot dispara "Zizzers" constantemente al jugador y el Robot se contrae dentro del sistema de barrera de modo que solo cualquier cosa que no sea un centro muerto de golpe directo asegurará el éxito. Destruir el robot no solo salva la ciudad sino que premia al jugador con un barco extra. Cuando el Robot se encoge por completo, la ronda termina y el jugador se traslada a la siguiente ciudad. Una vez que el jugador llega a la octava ciudad, esta ola se repetirá indefinidamente una vez que la vence.